# イタリア人民党 (1994-2002)
イタリア人民党（イタリア語: Partito Popolare Italiano、略称:PPI）は、イタリアに存在したキリスト教民主主義政党。党名は第一次世界大戦後、ベニート・ムッソリーニのファシスト党が一党独裁制を確立するまで存在したカトリック政党のイタリア人民党にちなんでいた。
1994年1月、小選挙区制が初導入された総選挙を前に、戦後一貫して与党（連立与党）だったキリスト教民主主義 (DC) が改組されて成立。しかし、ピエル・フェルディナンド・カジーニ率いるDC右派はシルヴィオ・ベルルスコーニ率いる保守政党のフォルツァ・イタリアとの連携を主張してキリスト教民主中道（のちのキリスト教中道民主連合につながる）を結成したため、DC時代に比べて中道もしくは中道左派の傾向が強い政党（キリスト教左派）となった。党内の実力者にはチリアーコ・デ・ミータ元首相らがいた。しかし結成直後の総選挙でDC以来の第1党としての支配政党の地位を失ってベルルスコーニ政権の樹立を許し、野党となった。
1996年イタリア総選挙においては旧イタリア共産党を引き継ぐ左翼民主党と中道左派政党連合「オリーブの木」を形成して勝利、ロマーノ・プローディ率いる新政権に加わった。DCの系譜を引く人民党と共産党の流れを汲む左翼民主党の連立は冷戦の終結によってイタリア国内における既存政党の左右対立の意味が希薄化したことを象徴する出来事と受け止められた。
しかし1999年の欧州議会選挙では、そのプローディの中道・リベラル新党「民主主義者」 (DEM) と支持層の奪い合いになり、得票を大きく落とした。続く2001年イタリア総選挙においては、その「民主主義者」、ランベルト・ディーニ元首相のイタリア刷新 (RI)、欧州民主連合 (UDEUR) と連合を組みオリーブの木の一員として臨んだが敗北・下野、翌2002年12月にはこれらの政党が合流する形で新党「マルゲリータ」を結成した。この党は2007年にさらに旧共産党の流れを汲む左翼民主主義者と合流し、現在は民主党となっている。